# Колодези (Кировоградская область)
Колодези (укр. Колодязі; до 2025 года — Новосамара) — село в Кетрисановской сельской общине Кропивницкого района Кировоградской области Украины.
До 2020 года входило в Бобринецкий район
В июне 2025 года, постановлением Верховной Рады Украины селу было присвоено название Колодези